# Narcotráfico em Cuba
O narcotráfico em Cuba é uma implicação de longa data. Desde dantes da revolução cubana, Cuba era um dos mais importantes centros de operações da máfia com respeito aos jogos de azar. Após 1959 implicou-se ao regime de Fidel Castro e seus sucessores, no tráfico de drogas. 

## Antes da revolução cubana

### Primeiros negócios
Cuba era um importante centro de operações para a máfia. Depois da proibição da venda de bebidas alcoólicas nos Estados Unidos com a Lei Seca, a ilha de Cuba converteu-se num destino atraente para a máfia devido a sua proximidade com os Estados Unidos e a corrupção das autoridades devido à instabilidade política reinante. Em 1924, Cuba tinha-se convertido no principal centro de operações para o contrabando de licor, narcóticos e imigrantes ilegais. Isto levou a que em 1926 fossem assinados três acordos entre Estados Unidos e Cuba para combater a problemática, sem muito sucesso. Em 1936 pôs-se em marcha a Convenção da Sociedade das Nações sobre narcóticos, que dispunha a criação de corpos policiais nos países envolvidos para o combate do tráfico de drogas. Cuba ratificou a convenção 11 anos mais tarde. Durante os governos de Ramón Grau San Martín, Carlos Prío Socarrás e Fulgencio Batista, os narcotraficantes tinham influência em comandos médios do poder executivo e principalmente no poder judicial. Segundo Sáenz:
“o problema da impunidade quanto ao narcotráfico em Cuba durante o segundo governo de Batista esteve mais relacionada com o poder judicial que com o executivo e que, em alguns casos-chave, o governo sim colaborou para prender e deportar vários criminosos estrangeiros".

### A Conferência de Havana
Em 1946, no Hotel Nacional leva-se a cabo a Conferência de Havana, uma importante cúpula de capos da máfia onde se discutiu assuntos políticos e de negócios. Entre os participantes da Conferência de Havana estiveram Meyer Lansky, Albert Anastacia, Frank Costello, Lucky Luciano, Santo Trafficante, Jr. e Vito Genovese. Durante a conferência o negócio dos jogos de azar nos Estados Unidos e Cuba foi repartido entre os participantes. Meyer tinha o objectivo de converter Cuba no destino por excelência no Caribe para os jogadores. Em Cuba, o negócio dos cassinos era legal e representava amplos rendimentos em comparação com outras actividades como o tráfico de drogas.

### A Ditadura de Fulgencio Batista
A relação entre Fulgencio Batista e a máfia data desde 1933, quando conheceu Meyer Lansky. Em 1952, Fulgencio Batista dá um golpe-de-estado iniciando seu segundo mandato. Para Batista, Cuba devia reduzir a dependência do negócio açucareiro e impulsionar o turismo bem como os cassinos. Em 1955, Batista promove uma lei que facilita a construção de hotéis e a instalação de casinos. A proliferação de casinos, a corrupção e a prostituição fazem com que Cuba seja considerada como o "prostíbulo da América". Batista foi um dos beneficiados dos rendimentos provenientes dos jogos de azar. No entanto, em 1959, depois da revolução cubana e a fuga de Batista para a República Dominicana, o negócio dos jogos de azar entra em crise.

### Crise da máfia
O triunfo da revolução cubana em 1959 fez que o negócio da máfia fosse afectado. Cuba deixou de ser o centro de operações da máfia e esta se transladou aos Estados Unidos. Os hotéis que a máfia operava foram expropriadas pelo regime cubano. Isto fez que alguns capos da máfia colaborassem com a CIA para desestabilizar o regime de Castro, embora tenha sido relatado que alguns capos da máfia começaram a fazer negócios com Fidel Castro e actuaram como agentes duplos advertindo a Fidel sobre as operações da CIA contra ele.

## Depois da revolução cubana

### A Reunião de Havana
Em 1961 levou-se a cabo uma reunião entre Ernesto "Che" Guevara, o agente da polícia secreta cubana Moisés Crespo e Salvador Allende para discutir a criação de redes de tráfico de drogas para os Estados Unidos para obter fundos para as guerrilhas marxista-leninistas na América Latina.

### Relações entre os irmãos Castro e Pablo Escobar
Jhon Jairo Velásquez, codinome "Popeye", em seu livro "O verdadeiro Pablo" assinala uma suposta rede de narcotráfico que passava pela Colômbia, México, Cuba e Estados Unidos. Assinala que a operação, que durou 2 anos, foi conduzida:
"pelos militares cubanos ao comando do General Ochoa e do oficial Tony de la Guardia, sob instruções directas de Raúl Castro".

### Execuções de 1989
Entre múltiplos escândalos de corrupção e a suposta relação entre o governo de Fidel Castro e o narcotráfico. Em 1989 anunciou-se por meio do jornal oficialista Granma a detenção de múltiplos militares dentre os quais se destacam o General Arnaldo Ochoa Sánchez e o Coronel Antonio de la Guardia, implicados em graves casos de corrupção e narcotráfico. Após um julgamento controverso seriam fuzilados. Para alguns o julgamento foi uma estratégia para desviar a atenção sobre os supostos vínculos do governo com Pablo Escobar.